# Wisław III
Wisław III (ur. 1265 lub 1268, zm. 8 listopada 1325) – książę rugijski w latach 1302–1325, identyfikowany z minnesingerem Wisławem.

## Życiorys
Wisław III był zapewne najstarszym dzieckiem Wisława II. Przypuszczalnie pod wpływem krewnych ze strony matki zapoznał się z dworską kulturą rycerską. Jego nauczycielem był m.in. magister Ungelarde (zm. ok. 1300 r.), który był znanym minnesingerem. W młodości książę podczas modlitwy w katedrze w Rydze został pchnięty nożem przez pewnego kupca, któremu nie chciał zwrócić długu. Skutkiem tego wydarzenia były trudności w chodzeniu. Według niemieckiego historyka Theodora Pyla z powodu niepełnosprawności mógł być przez pewien czas przeznaczony do kariery duchownej. Być może właśnie z nim należy utożsamiać Wisława wybranego w 1294 biskupem kamieńskim, który jednak ostatecznie nie objął biskupstwa (poprzednim biskupem był młodszy brat Wisława III Jaromar).
Wisław III był po raz pierwszy wzmiankowany w 1283 r. gdy udzielił zgody na darowiznę ojca dla klasztoru Neuenkamp. Po śmierci ojca Wisław III podzielił się władzą z bratem Samborem. Bracia zawarli w tej sprawie układ w 1304 r., ale stosunki między nimi były złe. Jeszcze w tym samym roku Sambor zmarł. W 1310 r. Wisław III zawarł układ o dziedziczeniu ze swoim suwerenem królem Danii Erykiem Menvedem. Porozumienie stanowiło, że jeśli Wisław umrze bezpotomnie, jego księstwo przypadnie koronie duńskiej. Tym samym wyłączono z dziedziczenia boczne linie dynastii rugijskiej: panów von Gristow i panów von Putbus.
Wisław III uczestniczył w toczących się wojnach między królem Erykiem Menvedem, margrabią brandenburskim Waldemarem i miastami hanzeatyckimi. Szczególne problemy sprawiał księciu Stralsund. W 1313 r. miasto pod wpływem zdobycia Rostocku przez księcia meklemburskiego Henryka II i wobec grożącego mu najazdu duńskiego i meklemburskiego zrezygnowało ze swoich przywilejów. Wisław pragnął wykorzystać sytuację i rozszerzyć swoją władzę nad miastem. W odpowiedzi na te plany w 1314 r. Stralsund sprzymierzył się z margrabią Waldemarem i rycerstwem rugijskim przeciw księciu. Gdy w 1316 r. miasto obległy wojska pod dowództwem księcia Eryka I von Sachsen-Lauenburg, z morza wspierała je flota duńska i Wisław III. Napastnicy ponieśli klęskę, a podczas jednego z nocnych wypadów książę Eryk dostał się do niewoli. Straty poniosła także flota oblężnicza, a Wisław musiał ratować się ucieczką. Pokój zawarto w 1317 r. Zrujnowany kosztami wojny książę rugijski nadał miastu nowe przywileje, wydzierżawił mu książęcą komorę celną i sądownictwo. Ponadto sprzedał Stralsundowi swoją mennicę.

## Rodzina
Wisław III był dwukrotnie żonaty. Po raz pierwszy przed 1305 r. ożenił się z Małgorzatą (zm. ok. 1310 r.), córką Mikołaja I, hrabiego zwierzyńskiego i Mirosławy. Po jej śmierci zawarł związek małżeński z Agnieszką von Lindow-Ruppin. Pierwsze małżeństwo było najprawdopobniej bezdzietne, choć mogła z niego pochodzić córka Eufemia.
Wisław miał troje dzieci:
- Eufemia (wzmiankowana w 1313 r.) – zaręczona z królewiczem szwedzkim Magnusem, małżeństwo nie doszło do skutku.
- Agnieszka (ur. ok. 1312 r., zm. 1336–1337 r.) – 2 września 1324 r. poślubiła hrabiego Albrechta II von Anhalt-Köthen.
- Jaromar (ur. po 1312 r., zm. 24 maja 1325 r.) – 15 marca 1325 r. zaręczył się z Beatrycze meklemburską, małżeństwo nie doszło do skutku.

## Następstwo
Po śmierci króla Eryka Menveda w 1319 r. układ o dziedziczeniu z Danią przestał obowiązywać. W 1321 r. Wisław III zawarł w tej sprawie porozumienie ze swoim siostrzeńcem Warcisławem IV, który zmarł już w 1326 r. co doprowadziło do wojny o sukcesję rugijską.

## Minnesinger Wisław
Minnesinger Wisław pozostawił 14 pieśni i 13 sentencji zawartych w dodatku do rękopisu z Jeny (Jenaer Liederhandschrift). Ich autor określa się jako Wisław młodszy i tak samo rękopis określa księcia rugijskiego, aby go odróżnić od jego ojca. Na tej podstawie minnesingera Wisława utożsamia się z księciem Wisławem III.
Wisław jest autorem tekstu i melodii kolędy Bóg się nam zrodził, uchodzącej za najstarszą kolędę z terenu Pomorza.

### Źródła online
- Charles Cawley, Mecklenburg. Table of contents. Grafen von Schwerin (ang.) [w]: Mediewal Lands. A prosopography of medieval European noble and royal families (ang.), [dostęp 2011-12-20].

### Opracowania
- Reinhard Bleck, Untersuchungen zur sogenannten Spruchdichtung und zur Sprache des Fürsten Wizlaw III. von Rügen [w]: Göppinger Arbeiten zur Germanistik, Kümmerle Verlag, 681/2000.
- Ludwig Ettmüller, Des Fürsten von Rügen Wizlaws des Vierten Sprüche und Lieder in niederdeutscher Sprache (Bibliothek der gesamten deutschen National-Literatur, 33. Band), Quedlinburg und Leipzig 1852, Neuausgabe durch Edition Rodopi, Amsterdam 1969.
- Fabricius, C. G., Urkunden zur Geschichte des Fürstentums Rügen unter den eingeborenen Fürsten, Stettin 1851.
- Erich Gülzow, Des Fürsten Wizlaw von Rügen Minnelieder und Sprüche, Greifswald 1922.
- Friedrich Heinrich von der Hagen, Minnesinger, Deutsche Liederdichter des 12., 13. und 14. Jahrhunderts I - IV, Leipzig 1838, Nachdruck Aalen 1963 (Wizlaws Texte: ss. 78-85, Band I, Wizlaws Melodien: ss. 808-817, Band IV).
- Georg Holz, Franz Saran, Eduard Bernoulli (Hrsg.), Die Jenaer Liederhandschrift, Teil I, Getreuer Abdruck des Textes, hg. von Georg Holz, Teil II, Übertragung, Rhythmik und Melodik, bearb. von Eduard Bernoulli und Franz Saran, Leipzig 1901, Nachdruck Hildesheim 1966.
- Lothar Jahn, Nach der sehnenden Klage muss ich singen - Schlaglichter auf die Musik des Minnesängers Wizlaw [w]: Karfunkel Musica, 1/2005, Wald-Michelbach, ss. 44–49.
- Franz Kuntze, Wizlaw III – Der letzte Fürst von Rügen, Halle a. s. 1893.
- Theodor Pyl, Lieder und Sprüche des Fürsten Wizlaw von Rügen, Greifswald 1872.
- Ursula Scheil, Genealogie der Fürsten von Rügen (1164 - 1325), Greifswald 1945.
- Horst-Diether Schroeder, Der Erste Rügische Erbfolgekrieg – Ursachen, Verlauf und Ergebnisse, 1986 [w]: Beiträge zur Geschichte Vorpommerns: die Demminer Kolloquien 1985–1994, Thomas Helms Verlag, Schwerin 1997, ISBN 3-931185-11-7.
- W. Seibicke, Wizlau diz scrip“ oder: Wer ist der Autor von J, fol. 72v-80v? [w]: NdJb. 101/1978, S. 68-85 (Argumentation, dass der Dichter Wizlaw nicht der Fürst von Rügen sei)
- Wolfgang Spiewok, Wizlaw III. von Rügen, ein Dichter [w]: Almanach für Kunst und Kultur im Ostseebezirk, 8/1985.
- Birgit Spitschuh, Wizlaw von Rügen: eine Monographie, Greifswald 1989.
- Wesley Thomas, Barbara Garvey Seagrave, The Songs Of The Minnesinger, Prince Wizlaw Of Rügen, Chapel Hill, The University of North Carolina 1967.
- Burghart Wachinger, Wizlav [w]: Verfasserlexikon 10/1999, ss. 1292-1298.
- Sabine Werg, Die Sprüche und Lieder Wizlavs von Rügen. Untersuchungen und kritische Ausgabe der Gedichte, Hamburg 1969.
- Joachim Wächter, Das Fürstentum Rügen - Ein Überblick (1993) [w]: Beiträge zur Geschichte Vorpommerns: die Demminer Kolloquien 1985–1994, Thomas Helms Verlag, Schwerin 1997, ISBN 3-931185-11-7.